# Championnat des Maldives de football 2019-2020
Navigation
Saison précédente Saison suivante
La saison 2019-2020 du Championnat des Maldives de football est la soixante-huitième édition du championnat national aux Maldives. Le fonctionnement de la compétition est modifié par rapport à la saison précédente, et comporte deux phases :
- lors de la première phase, neuf équipes se rencontrent en matchs aller et retour. Les six premiers du classement se qualifient pour un mini-championnat.
- lors de la deuxième phase, les six qualifiés sont regroupés au sein d'une poule unique, ils s'affrontent une fois en emportant les points acquis lors de la première phase.

C’est le club de Maziya SRC, qui est sacré cette saison après avoir terminé en tête du classement final. Il s'agit du deuxième titre de champion des Maldives de l'histoire du club.

## Déroulement de la saison
Le club New Radiant est exclu en début de saison pour raisons financières. Le championnat débute donc avec neuf équipes.
En raison de multiples forfaits, le club Victory SC est exclu du championnat après la 10e journée, tous ses matchs restants sont donnés gagnant 2-0 à l'adversaire.
En raison de la pandémie de Covid-19, la Coupe des Maldives est annulée, le vice-champion prend sa place en Coupe de l'AFC 2021.

## Compétition
Le barème de points servant à établir le classement se décompose ainsi :
- Victoire : 3 points
- Match nul : 1 point
- Défaite : 0 point

### Première phase
| Rang | Équipe               | Pts | J  | G  | N | P  | Bp | Bc | Diff |
| ---- | -------------------- | --- | -- | -- | - | -- | -- | -- | ---- |
| 1    | Maziya SRC           | 41  | 16 | 13 | 2 | 1  | 59 | 8  | +51  |
| 2    | Club Eagles          | 33  | 16 | 9  | 6 | 1  | 40 | 21 | +19  |
| 3    | TC Sports ClubT      | 28  | 16 | 8  | 4 | 4  | 29 | 19 | +10  |
| 4    | Club Green Streets   | 26  | 16 | 7  | 5 | 4  | 37 | 22 | +15  |
| 5    | Da Grande SC         | 21  | 16 | 5  | 6 | 5  | 23 | 21 | +2   |
| 6    | Shaviyani Foakaidhoo | 20  | 16 | 5  | 5 | 6  | 19 | 22 | -3   |
| 7    | United Victory       | 16  | 16 | 4  | 4 | 8  | 26 | 41 | -15  |
| 8    | Faafu Nilandhoo      | 14  | 16 | 4  | 2 | 10 | 24 | 54 | -30  |
| 9    | Victory SC           | 0   | 0  | 0  | 0 | 0  | 0  | 0  | 0    |

|  | Qualification pour la phase finale |
|  | T : Tenant du titre                |

- En raison de multiples forfaits, le club Victory SC est exclu du championnat après la 10e journée, tous ses matchs restants sont donnés gagnant 2-0 à l'adversaire.

### Phase finale
Après la première phase, les six premiers se rencontrent une fois en emportant les points acquis.
| Rang | Équipe               | Pts | J  | G  | N | P  | Bp | Bc | Diff |
| ---- | -------------------- | --- | -- | -- | - | -- | -- | -- | ---- |
| 1    | Maziya SRC           | 51  | 21 | 16 | 3 | 2  | 74 | 12 | +62  |
| 2    | Club Eagles          | 45  | 21 | 13 | 6 | 2  | 56 | 25 | +31  |
| 3    | TC Sports ClubT      | 41  | 21 | 12 | 5 | 4  | 42 | 21 | +21  |
| 4    | Club Green Streets   | 29  | 21 | 8  | 5 | 8  | 45 | 41 | +4   |
| 5    | Da Grande SC         | 27  | 21 | 7  | 6 | 8  | 33 | 32 | +1   |
| 6    | Shaviyani Foakaidhoo | 20  | 21 | 5  | 5 | 11 | 20 | 45 | -25  |

|  | Qualification pour la Coupe de l'AFC 2021 |
|  | T : Tenant du titre                       |

## Bilan de la saison
| Championnat des Maldives de football 2019-2020 |                                 |
| Champion                                       | Maziya SRC (2e titre)           |
| Coupes et trophées                             |                                 |
| Vainqueur de la Coupe des Maldives 2019-2020   | non disputée                    |
| Qualifications continentales                   |                                 |
| Coupe de l'AFC 2021                            | Maziya SRC                      |
| Coupe de l'AFC 2021                            | Club Eagles (tour préliminaire) |
| Promotions et relégations                      |                                 |
| Promus en Dhivehi League                       | Club Valencia                   |
| Promus en Dhivehi League                       | Super United Sports             |
| Relégués                                       | Victory SC                      |
| Relégués                                       | Faafu Nilandhoo                 |